# Adliswil
Adliswil er en by i det nordlige Schweiz med 18.731 (2017). Byen ligger i Kanton Zürich.